# Kompleksni broj
Kompleksni brojevi su algebarski izrazi oblika {\displaystyle a+bi}, gdje su {\displaystyle a} i {\displaystyle b} realni brojevi, a {\displaystyle i} imaginarna jedinica koja ispunjava jednadžbu {\displaystyle i^{2}=-1}.
Zbrajanje, množenje i dijeljenje kompleksnih brojeva zapisanih u obliku uređenih parova definira se formulama:
- {\displaystyle (a_{1},b_{1}i)+(a_{2},b_{2}i)=(a_{1},a_{2})+(b_{1},b_{2})i}
- {\displaystyle (a_{1},b_{1}i)(a_{2},b_{2}i)=(a_{1}a_{2}-b_{1}b_{2})+(a_{1}b_{2}+a_{2}b_{1})i}

te analogno za oduzimanje i dijeljenje. Motivacija dolazi iz uobičajenih računskih operacija nad realnim brojevima.
U kompleksnom broju {\displaystyle z=a+bi} broj {\displaystyle a} se naziva realni dio, piše se {\displaystyle a=Re(z)}, a broj {\displaystyle b} je imaginarni dio, i piše se {\displaystyle b=Im(z)}.
Kompleksan broj čiji je realni dio jednak nuli naziva se čisto imaginarni broj.
Realni brojevi predstavljaju poseban slučaj kompleksnih brojeva (kad je koeficijent uz {\displaystyle i} jednak nuli). Iako se kompleksnim brojevima ne izražavaju količine, kao što je to slučaj s realnim brojevima, njihovo uvođenje koristi se u rješavanju problema sastavljenih u terminima realnih brojeva, na primjer, problema o prolazu struje kroz vodič, o profilu krila aviona itd. Kompleksni brojevi izniču u fizici zbog svoje geometrijske prirode (rotacije).
Ništa manje važna nije primjena kompleksnih brojeva na čisto matematičke probleme. Tako na primjer, za određivanje korijena kubne jednadžbe potrebne su operacije s kompleksnim brojevima. Povijesno, kompleksni su brojevi uvedeni radi rješavanja kvadratne jednadžbe. Kvadratna ili bilo koja jednadžba višeg stupnja ako ima kompleksna rješenja, ta će rješenja uvijek doći u konjugiranim parovima - imaginarni dio im je suprotan. Činjenica da kompleksni brojevi ne izražavaju veličine dala je povoda za idealističko tumačenje kompleksnih brojeva (G. Leibnitz). Velika zasluga u smislu materijalističkog tumačenja kompleksnih brojeva pripada L. Euleru. Kompleksni broj se aksiomatski definira kao uređeni par realnih brojeva {\displaystyle (a,b)}. Formule zbrajanja, množenja, dijeljenja se postuliraju ovako:
Par {\displaystyle (0,1)} se naziva imaginarna jedinica i označava simbolom {\displaystyle i}. Iz potonjih formula slijedi da je {\displaystyle i^{2}=-1}. Operacije nad kompleksnim brojevima zadovoljavaju obične zakone komutativnosti, distributivnosti i asocijativnosti (kao i u slučaju realnih brojeva). Međutim, operacije nad kompleksnim brojevima pod radikalima (korijenima) donekle se razlikuju od analognih operacija s realnim brojevima. Tako je 

## Trigonometrijski oblik
Ponekad je kompleksne brojeve pogodno pisati u trigonometrijskom obliku:
{\displaystyle \rho ={\sqrt {a^{2}+b^{2}}},\ \phi =\arctan {\frac {b}{a}}}, za {\displaystyle a>0} i {\displaystyle \phi =\pi +\arctan {\frac {b}{a}}} za {\displaystyle a<0}; kada je {\displaystyle a=0} onda je {\displaystyle \phi ={\frac {\pi }{2}}}, ako je {\displaystyle b>0} i {\displaystyle \phi =-{\frac {\pi }{2}}}, ako je {\displaystyle b<0}. Broj {\displaystyle \rho } se naziva modul kompleksnog broja, a {\displaystyle \phi } je argument kompleksnog broja. Množiti kompleksne brojeve je vrlo pogodno baš u ovom obliku: u množenju kompleksnih brojeva množe se njihovi moduli, a argumenti se zbrajaju. Iz ovog pravila proizlazi De Moivreova formula:
Kompleksni se brojevi često predstavljaju vektorima u kompleksnoj ravnini (slika dolje). Geometrijski smisao brojeva {\displaystyle a,b,\rho ,\phi } vidi se na crtežu. U zbrajanju kompleksnih brojeva njihovi vektori se zbrajaju po tzv. pravilu paralelograma. 
Duljina vektora {\displaystyle \rho } je modul kompleksnog broja, a kao što se vidi na gornjoj slici, može se dobiti pomoću Pitagorinog poučka. Modul, intenzitet kompleksnog broja često označavamo kao apsolutnu vrijednost, tj. udaljenost broja od ishodišta koordinatnog sustava: {\displaystyle |z|=\rho ={\sqrt {a^{2}+b^{2}}}}.
Kompleksni brojevi u trigonometrijskom obliku su usko povezani s eksponencijalnom funkcijom imaginarnog argumenta. Vrijedi sljedeća Eulerova formula:
preko nje se definira stupnjevanje kompleksnih brojeva, logaritam kompleksnog broja i dr.
Kompleksni brojevi oblikuju algebarski zatvoreno polje. Polje kompleksnih brojeva je proširenje polja realnih brojeva pridruživanjem ovom polju elementa {\displaystyle i}, takvog da je {\displaystyle i^{2}=-1}.

## Zanimljivosti
Kako je egzistenciju kompleksnih brojeva kroz povijest pratio određeni skepticizam, veliki njemački matematičar, koji je samostalno otkrio geometriju kompleksnih brojeva, Carl Friedrich Gauss, u jednom je pismu napisao:
To što je ova tema [imaginarni brojevi] do sada bila okružena tajanstvenom nejasnoćom, uglavnom se može pripisati loše prilagođenom zapisu. Da su se, na primjer, +1, -1 i kvadratni korijen iz -1 nazivali izravnim, inverznim i bočnim jedinicama, umjesto pozitivnim, negativnim i imaginarnim (ili čak nemogućim), takva nejasnoća ne bi dolazila u obzir.